# 正親町三条実継
正親町三条 実継（おおぎまちさんじょう さねつぐ）は、鎌倉時代後期から南北朝時代にかけての公卿。内大臣・正親町三条公秀の子。母は不詳とされてきたが後述のように弟・実音の母と同一人物ではないかと推測できる。官位は従一位・内大臣。後八条と号す。

## 経歴
以下、『公卿補任』と『尊卑分脈』の内容に従って記述する。
- 正和3年（1314年）1月5日、叙爵[3]。
- 正和4年（1315年）3月22日、従五位上に昇叙[4]。
- 文保2年（1318年1月5日、正五位下に昇叙。同年11月21日、従四位下に昇叙。
- 嘉暦2年（1327年）2月23日、侍従に任ぜられる。
- 嘉暦4年（1329年）1月5日、従四位上に昇叙。同年9月26日、右少将に任ぜられる。
- 元徳2年（1330年）1月5日、正四位下に昇叙。同月13日には右中将に転任。
- 元弘元年（1331年）12月1日、蔵人頭に補される。同月20日、正四位上に昇叙。
- 正慶元年/元弘2年（1332年）3月12日、備中守を兼ねる。同年10月21日、参議に任ぜられる。
- 正慶2年/元弘3年（1333年）1月6日、従三位に叙されるが、6月には参議を停止され右中将に戻される。11月29日、近江介を兼ねる。
- 建武4年（1337年）3月29日、蔵人頭に補される。
- 暦応元年（1338年）12月19日、参議に任ぜられる。
- 暦応2年（1339年）1月5日、従三位に叙される。
- 暦応5年（1342年）3月30日、権中納言に任ぜられる。
- 康永2年（1343年）1月5日、正三位に叙される。4月12日、左兵衛督を兼ねるが同月23日に督を辞任。5月12日、右兵衛督を兼ねる。
- 康永3年（1344年）9月23日、右衛門督を兼ねる。
- 貞和2年（1346年）12月29日、検非違使別当に補される。
- 貞和3年（1347年）11月16日、左衛門督に転任。同月27日には従二位に昇叙。
- 貞和5年（1349年）1月15日、中納言に転正。9月13日、さらに権大納言に昇進。
- 文和2年（1353年）12月29日、按察使を兼ねる。
- 文和3年（1354年）11月16日、内膳司別当に補される。
- 文和4年（1355年）12月8日、正二位に昇叙。
- 延文5年（1360年）12月28日、母の喪に服す[5]。
- 康安元年（1361年）5月14日、復任する[6]。
- 貞治2年（1363年）8月2日、父の喪に服す。同年11月18日には復任した。
- 貞治4年（1365年）12月30日、権大納言を辞した[7]。
- 貞治5年（1366年）2月3日、本座を許される。
- 貞治6年（1367年）9月29日、内大臣に任ぜられる。
- 応安3年（1370年）3月16日、内大臣を辞退。
- 応安4年（1371年）5月5日、従一位に叙される。
- 至徳4年（1387年）、出家した。
- 嘉慶2年（1388年）6月24日、薨去。

## 家格の確立
姉・秀子が持明院統の外戚となったことから父・公秀は内大臣に任ぜられた。実継は内大臣在任期間も長く、内大臣在任時には弟実音と息男公豊が権大納言に在任している。さらに、実継は内大臣を辞してから正親町三条家の出身では初めて従一位に叙せられた。これらのことから、実継の代に内大臣に昇進できる家格が確立されたと考えられる。持明院統に一貫して忠節を尽くしてきたことに対して任内大臣、兄弟そろっての従一位叙位という処遇がなされたと見ることができる。

## 系譜
- 父：正親町三条公秀
- 母：藤原家相の娘か
- 妻：三条公明の娘
  - 男子：正親町三条公豊
  - 男子：三条西公時
- 生母不明の子女
  - 女子：行子 - 二条師良正室
- 養子
  - 女子：左京大夫局 - 伯耆局。後光厳天皇宮人。法印長快の娘。後光厳天皇の第十一皇子聖助法親王の母。